# باشگاه فوتبال نلسون
باشگاه فوتبال نلسون (به انگلیسی: Nelson Football Club) یک باشگاه فوتبال در شهر نلسون، لانکاشایر، کشور انگلستان است که در سال ۱۸۸۱ میلادی تأسیس شده‌است. این تیم اولین تیم انگلیسی بود که توانست رئال مادرید را شکست دهد. 